# Mario Abbate
Mario Abbate, pseudonimo di Salvatore Abate (Napoli, 8 agosto 1927 – Napoli, 6 agosto 1981), è stato un cantante e attore italiano, tra i più celebri e grandi esponenti della canzone napoletana.

## Biografia
Nasce a Napoli l'8 agosto 1927 da Anna D'Anna e da Gennaro, materassaio di piazza San Ferdinando.
A soli 9 anni, viene scelto per cantare la sigla della settimana Incom nel cortometraggio a colori del cinema italiano Sosta d'eroi. Continua a esibirsi a 12 anni, utilizzando sempre il suo vero nome Salvatore Abate partecipando alle sceneggiate di Salvatore Cafiero ed Eugenio Fumo.
Il 1948 per Mario Abbate sarà l'anno della svolta. Al Teatro Biondo di Palermo, Nino Taranto gli affida, nel proprio spettacolo, l'interpretazione di Quanno tramonta 'o sole di Ferdinando Russo e Salvatore Gambardella, che ottiene un buon successo. Il 22 agosto di quello stesso anno sposa Maria Catania, figlia di Giovanni, impresario teatrale palermitano.
Nel dopoguerra si dedica al canto in maniera più continuativa, incidendo nel 1950, per la casa discografica Vis Radio, Anema e core, che si rivelò subito un successo internazionale. Nel 1951, dopo aver lanciato al successo alla Festa di Piedigrotta, organizzata dalla casa editrice La Canzonetta, la canzone di Totò, Malafemmena, vince un concorso alla Rai che gli consente di entrare come cantante nell'orchestra del maestro Cinico Angelini e di registrare centinaia di dischi per la casa discografica Vis Radio.
Nel 1961 partecipa al Giugno della Canzone Napoletana. Sul finire del decennio, grazie anche ad alcune apparizioni televisive e a varie partecipazioni al Festival di Napoli, raggiunge il successo a livello nazionale, partecipando al Festival di Sanremo 1962 con Vestita di rosso e all'edizione successiva con Vorrei fermare il tempo e Oggi non ho tempo.
Al Festival di Napoli 1963, con Mario Trevi, presenta Indifferentemente di Martucci-Mazzuocco, apprezzata dalla critica e dal pubblico, ma superata nell'aggiudicazione della vittoria finale da Jammo ja, presentata da Claudio Villa e Maria Paris. Il brano riscosse analogo successo anche negli Stati Uniti d'America dove, nel 1964, Mario Abbate la interpretò alla Carnegie Hall di New York, conseguendo un premio dall'allora sindaco Robert F. Wagner jr.
Nel 1964, con la canzone Stanotte nun durmì, raggiunge la finale nella prima edizione di Un disco per l'estate, manifestazione alla quale partecipa anche nel 1965 con Manduline 'e lacreme, nel 1966 con Mare d'estate, nel 1968 con È n'amico ll'ammore e nel 1974 con 'Na varca a vela.
La passione per il teatro classico napoletano lo portò a interpretare al Teatro 2000 una serie di testi scritti prevalentemente da Gaetano Di Maio, recitando da protagonista. La consacrazione di Abbate arriva grazie a tre successi: Malafemmena di Totò', Anema e core di Salve D'Esposito e Tito Manlio, Luna caprese di Augusto Cesareo e Luigi Ricciardi, oltre a Indifferentemente, 2º premio al Festival di Napoli 1963 (cantata in coppia con Mario Trevi e tradotta e incisa in vari paesi del mondo). Altri suoi successi di quel periodo sono stati Vierno, Mare d'estate, Vieneme 'n suonno e Suspiranno.
Apparve anche in tre film, sempre nel ruolo di sé stesso: ...e Napoli canta! (1953) di Armando Grottini; Accadde al commissariato (1954) di Giorgio Simonelli e Operazione San Gennaro (1966) di Dino Risi.
Negli anni settanta è stato spesso in tournée, specialmente in Canada e negli Stati Uniti, ma anche in Russia, Germania, Francia e Spagna per gli italiani all'estero. Per la RCA Italiana ha pubblicato nel 1980 un'antologia della canzone napoletana in 6 dischi, intitolata L'interprete del sole, e il suo ultimo lavoro discografico Con tanto amore, nel quale spicca Me staie lassanno, musicata dal figlio Massimo con testo di Roberto Murolo.
Ancor oggi è considerato dalla critica, dai cultori e dal pubblico  il più grande interprete della canzone napoletana del dopoguerra insieme a Sergio Bruni.
È morto il 6 agosto 1981, due giorni prima del suo cinquantaquattresimo compleanno. Il figlio Massimo Abbate ha intrapreso l'attività paterna, divenendo cantante, attore e regista.

## Discografia parziale

### Album

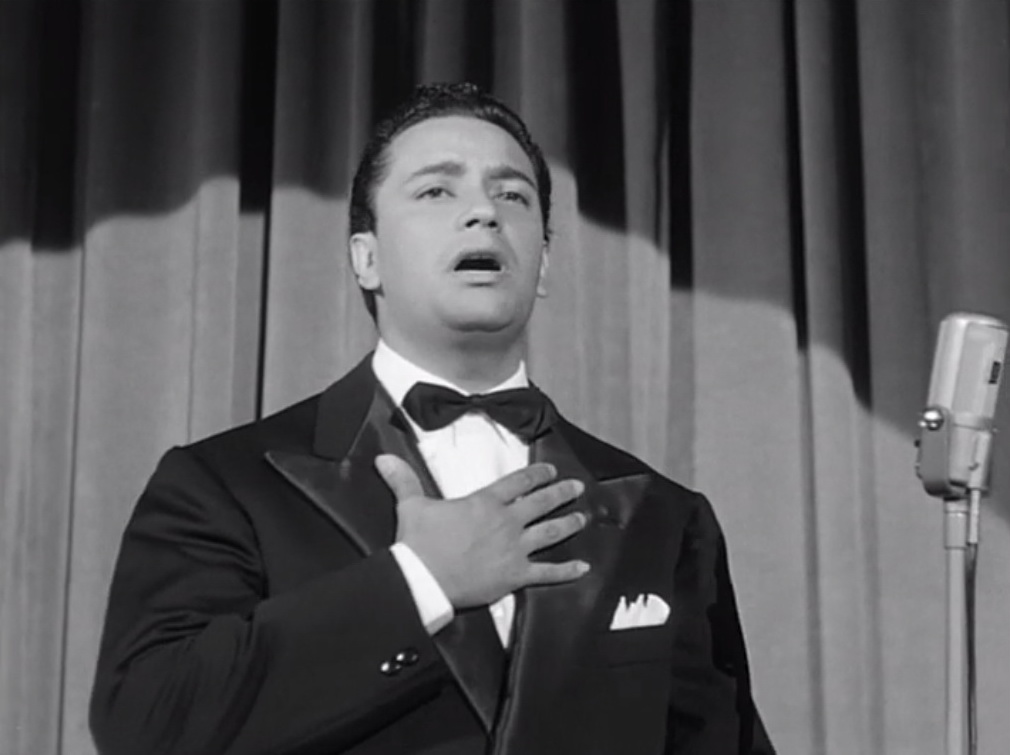
Mario Abbate nel film Accadde al commissariato del 1954

- 1965 - Melodie popolari italiane (Vis Radio, ViMT 08437)
- 1966 - Melodie popolari italiane vol. 2 (Vis Radio, ViMT 08438)
- 1966 - Melodie popolari italiane vol. 3 (Vis Radio, ViMT 08439)
- 1967 - Melodie popolari italiane vol. 4 (Vis Radio, ViMT 08440)
- 1967 - Mario Abbate (Vis Radio, ViMT 08456)
- 1971 - Mario Abbate (MA Record, LPMA 101)
- 1972 - 'O mare 'e Margellina (Bella Record, BRLP 10 003)
- 1972 - Piscatore 'e Pusilleco (Bella Record, BRLP 10 004)
- 1972 - Signora contadina (Bella Record, BRLP 10 005)
- 1973 - Nun chiammate a legge (Bella Record, BRLP 10 006)
- 1973 - Reginella (Bella Record, BRLP 10 019)
- 1974 - Brava gente (Zeus Record, Zeus BE 0057)
- 1974 - Tradimento all'omertà (Zeus Record, Zeus BE 0059)
- 1975 - Chisto è 'o paese d'o sole (Zeus Record, Zeus BE 0068)
- 1976 - Salvatore e Maria (PRG Record, PRG 3001)
- 1977 - Con tanto amore (Rca Record, Rca NL 31328 GKAY29954)

### Singoli
- 1951 - Che t'aggio fatto 'e male/A spasso cu 'e stelle (Vis Radio, Vi-4337)
- 1951 - Malafemmina/Pusilleco (Vis Radio, Vi-4339)
- 1957 - 'A sunnambula/Nanassa (Vis Radio, ViMQN 36038)
- 1958 - Suonno a Marechiaro/Si nasco 'n'ata vota (Vis Radio, ViMQN 36143)
- 1958 - Suonno a Marechiaro/Chiove a zeffunno (Vis Radio, ViMQN 36148)
- 1958 - Che m'he fatto/Fravulella (Vis Radio, ViMQN 36212)
- 1958 - 'O cunto 'e Palummella/'O fachiro (Vis Radio, ViMQN 36214)
- 1958 - Zitto oj core/Mi a credere Mmaculà (Vis Radio, ViMQN 36217)
- 1958 - Zitto oj core/'A staggione 'e l'ammore (Vis Radio, ViMQN 36284)
- 1958 - 'O guappo d''e canzone/Se saglie co' core (Vis Radio, ViMQN 36294)
- 1958 - 'O cunto 'e Palummella/Suarè (Vis Radio, ViMQN 36295)
- 1958 - 'O vico d''e chitarre/Frennesia (Vis Radio, ViMQN 36309)
- 1959 - 'E scalelle d''o paraviso/Campagnola 'e quinnice anne (Vis Radio, ViMQN 36446)
- 1959 - Accussì/Primmavera (Vis Radio, ViMQN 36478)
- 1959 - Passiuncella/Si tu! (Vis Radio, ViMQN 36479)
- 1959 - Vieneme 'nzuonno/'Mbraccio a tte (Vis Radio, ViMQN 36480)
- 1959 - Padrone d'o mare/'A rosa rosa (Vis Radio, ViMQN 36481)
- 1959 - Tenimmece p''a mano/Capricciosella... (Vis Radio, ViMQN 36494)
- 1959 - E' bello 'o mare/Io sò napulitano (Vis Radio, ViMQN 36497)
- 1959 - Lettere stracciate/L'uocchie ca parlano (Vis Radio, ViMQN 36498)
- 1959 - Pecchè si femmena/'O peccatore (Vis Radio, ViMQN 36515)
- 1959 - Aria 'e Pusilleco/E scenne 'a sera (Vis Radio, ViMQN 36521)
- 1959 - 'O tesoro 'e Napule/Ammore chesto fà! (Vis Radio, ViMQN 36523)
- 1960 - Siente a me/Pecchè si femmena (Vis Radio, ViMQN 36544)
- 1960 - Marenarella/Pè tutt''a vita (Vis Radio, ViMQN 36548)
- 1960 - Il mare/Romantica (Vis Radio, ViMQN 36552)
- 1960 - Perderti/Splende il sole (Vis Radio, ViMQN 36558)
- 1960 - Palomma/Brava gente (Vis Radio, ViMQN 36563)
- 1960 - Reginella/'O zampugnaro 'nnammurato (Vis Radio, ViMQN 36564)
- 1960 - Nnammurata da fantasia/Nun so cchiù niente pe tte (Vis Radio, ViMQN 36574)
- 1960 - Creatura mia/Incontro al sole (Vis Radio, ViMQN 36575)
- 1960 - Tu si napulitana/Pecchè nun tuorne? (Vis Radio, ViMQN 36577)
- 1960 - Serenata a Margellina/Uè, uè che femmena (Vis Radio, ViMQN 36593)
- 1960 - Nuvole/Stasera, si... (Vis Radio, ViMQN 36599)
- 1960 - Note d'ammore/Stasera, si... (Vis Radio, ViMQN 36599)
- 1960 - 'E stelle cadente/Musica 'mpruvvisata (Vis Radio, ViMQN 36600)
- 1961 - P''a stessa via/Oj luna, lù (Vis Radio, VLMQN 056021)
- 1961 - Nisciuno me pò da/'Na bella bruna (Vis Radio, VLMQN 056029)
- 1961 - Mandolino...mandolino/Serenata a chi mi vuol bene (Vis Radio, VLMQN 056044)
- 1961 - Nustalgia/Chella d''e suonne... (Vis Radio, VLMQN 056047)
- 1961 - Core e musica/Ogne minuto (Vis Radio, VLMQN 056048)
- 1961 - Friccicarella/'Nu suonno... (Vis Radio, VLMQN 056052)
- 1961 - T''e pigliato 'o sole/Mare verde (Vis Radio, VLMQN 056071)
- 1961 - 'Ncantesimo sott'a luna/T'aspettavo (Vis Radio, VLMQN 056074)
- 1961 - 'E ddoje Lucie/Tu sempe (Vis Radio, VLMQN 056081)
- 1961 - Settembre cu mme/Cunto 'e lampare (Vis Radio, VLMQN 056084)
- 1961 - Ombra/Triste autunno (Vis Radio, VLMQN 056085)
- 1961 - Vasanno stu cuscino/Suonno a mare (Vis Radio, VLMQN 056086)
- 1961 - 'O ventaglio giappunese/Portalettere 'nnammurato (Vis Radio, VLMQN 056102)
- 1961 - Bè bè bè/Ma pecchè (Vis Radio, VLMQN 056103)
- 1961 - 'E ddoje Lucie/Nustalgia (Vis Radio, VLMQN 056110)
- 1961 - Santa Lucia/'O balcone 'e rimpetto (Vis Radio, VLMQN 056111)
- 1961 - Vico 'e notte/'O studentiello (Vis Radio, VLMQN 056112)
- 1962 - Tango italiano/Gondolì gondolà (Vis Radio, VLMQN 056117)
- 1962 - Vestita di rosso/Nel seme di un fiore (Vis Radio, VLMQN 056118)
- 1962 - Strada dei sogni/Dint''a sta varchetella (Vis Radio, VLMQN 056125)
- 1962 - E' maggio e chiove/Spaccalegna (Vis Radio, VLMQN 056127)
- 1962 - Mandulino 'e Santa Lucia/Notte 'ncampagna (Vis Radio, VLMQN 056132)
- 1962 - 'O studentiello/Serenata a chi mi vuol bene (Vis Radio, VLMQN 056134)
- 1962 - Marechiaro e Mergellina/'Na freva nova (Vis Radio, VLMQN 056136)
- 1962 - Serenella mia/Nel seme di un fiore (Vis Radio, VLMQN 056137)
- 1962 - Grazie/'Na freva nova (Vis Radio, VLMQN 056142)
- 1962 - Nuttata 'e luna/Marechiaro e Mergellina (Vis Radio, VLMQN 056146)
- 1962 - Violino tzigano/Margellina, Catarì (Vis Radio, VLMQN 056156)
- 1962 - Luna caprese/Io, te vurria vasà (Vis Radio, VLMQN 056157)
- 1962 - 'Na sera 'e maggio/'A sirena (Vis Radio, VLMQN 056163)
- 1962 - Mandulinata blu/Nuie ce lassammo (Vis Radio, VLMQN 056168)
- 1963 - 'O marenaro/Te lasso (Vis Radio, VLMQN 056171)
- 1963 - Oggi non ho tempo/Bianca luna (Vis Radio, VLMQN 056174)
- 1963 - Vorrei fermare il tempo/Prima sera (Vis Radio, VLMQN 056175)
- 1963 - Zingara malandrina/Brillante nire (Vis Radio, VLMQN 056179)
- 1963 - Suspiro 'e marenaro/'A canzona d''o cucchiere (Vis Radio, VLMQN 056180)
- 1963 - È stato un attimo/Lei solamente (Vis Radio, VLMQN 056183)
- 1963 - Briggì Bardò napulitana/Casarella (Vis Radio, VLMQN 056184)
- 1963 - Signore avvocato/Priggiuniero 'e guerra (Vis Radio, VLMQN 056188)
- 1963 - Purtatele sti rrose/Quanta rose (Vis Radio, VLMQN 056189)
- 1963 - Catena/'O vascio (Vis Radio, VLMQN 056191)
- 1963 - Fenesta 'ndussecosa/Sona, chitarra (Vis Radio, VLMQN 056192)
- 1963 - Napulitanata/'N'accordo in fa (Vis Radio, VLMQN 056193)
- 1963 - Surdate/Adduormete cu mme (Vis Radio, VLMQN 056194)
- 1963 - Malavia/'A spina 'e 'na rosa (Vis Radio, VLMQN 056201)
- 1963 - E' Napule/Ohi luna lù (Vis Radio, VLMQN 056202)
- 1963 - 'A canzone 'e tutt''e ssere/Io sò geluso (Vis Radio, VLMQN 056208)
- 1963 - Qui...Napoli/Margellina, Catarì (Vis Radio, VLMQN 056210)
- 1963 - 'A stessa Maria/T'aggia lassà (Vis Radio, VLMQN 056211)
- 1963 - Sunnano a Santa Lucia/'A chitarra e tu (Vis Radio, VLMQN 056213)
- 1963 - Maria yè yè/'A fenesta 'e rimpetto (Vis Radio, VLMQN 056216)
- 1963 - Indifferentemente/Dint''a cchiesa (Vis Radio, VLMQN 056219)
- 1963 - Cu tte a Santa Lucia/Serenata argiento e blu (Vis Radio, VLMQN 056222)
- 1963 - Indifferentemente/Sunnanno a Santa Lucia (Vis Radio, VLMQN 056225)
- 1963 - Indifferentemente/Maria yè yè (Vis Radio, VLMQN 056226)
- 1964 - Suonne d'emigrante/Giuvinuttiello 'e Santa Lucia (Vis Radio, VLMQN 056244)
- 1964 - Capri si ttu/Bella busciarda (Vis Radio, VLMQN 056248)
- 1964 - Stanotte nun durmì/N'ata via (Vis Radio, VLMQN 056250)
- 1964 - Ddoje serenate/Suspiranno (Vis Radio, VLMQN 056257)
- 1964 - Damme 'nu suonno/Se parla 'e Napule (Vis Radio, VLMQN 056270)
- 1964 - Luna quadrata/Aspettanno dimane (Vis Radio, VLMQN 056271)
- 1964 - E' piccerella/Siente, Marì... (Vis Radio, VLMQN 056285)
- 1964 - Munasterio 'e Santa Chiara/Te voglio bene assaie (Vis Radio, VLMQN 056286)
- 1964 - Tarantella 'e natale/Natale int'e ccancelle (Vis Radio, VLMQN 056288)
- 1965 - Tu nun vuò bene a nisciuno/Ma comme chiove! (Vis Radio, VLMQN 056292)
- 1965 - Appuntamento a Napule/Cu tte accussì (Vis Radio, VLMQN 056298)
- 1965 - Manduline e lacreme/'Na chitarra, Pusilleco e tu (Vis Radio, VLMQN 056304)
- 1965 - Si te ne vaie/'E campane 'e Marechiaro (Vis Radio, VLMQN 056306)
- 1965 - Ammore pienzame/Chitarra antica (Vis Radio, VLMQN 056310)
- 1965 - Schiavo d'ammore/Rumanzo d'ammore (Vis Radio, VLMQN 056313)
- 1965 - Core napulitano/Dimmelo n'ata vota (Vis Radio, VLMQN 056314)
- 1966 - Mare d'estate/'Na sera d'estate (Vis Radio, VLMQN 056344)
- 1966 - Suonno 'e piscatore/Balcone a S.Lucia (Vis Radio, VLMQN 056360)
- 1966 - Sole malato/Sulo pè nnuie (Vis Radio, VLMQN 056370)
- 1967 - Zì Munacella mia/La cammesella (Vis Radio, ViMQN 36926; lato A e B canta insieme a Giulietta Sacco)
- 1967 - Voce scunusciuta/Stasera (Vis Radio, ViMQN 36938)
- 1967 - Allegretto, ma non troppo/Miracolo d'ammore (Vis Radio, ViMQN 36939)
- 1968 - Scusate... na preghiera!/Nun sposa cchiù (Vis Radio, ViMQN 36980)
- 1968 - È n'amico... ll'ammore/Famme capi' pecché (Vis Radio, VLMQN 056431)
- 1968 - Lacrema/Egregio milionario (La voce del padrone, MQ 2138)
- 1968 - Signore avvocato/'O marenaro (La voce del padrone, MQ 2146)
- 1969 - Fanfara 'e primmavera/Festa d''e 'nnammurate (La voce del padrone, MQ 2159)
- 1969 - Fermata obbligatoria/Vulimmoce bene (La voce del padrone, MQ 2161)
- 1969 - 'Nnammurata busciarda/Songo 'e nato (La voce del padrone, MQ 2162)
- 1970 - Lettera 'e natale/Vocca 'e mele (MA Record, MA MA1)
- 1970 - Pietà pò figlio mio/'Na storia (MA Record, MA MA2)
- 1970 - E vuie durmite ancora/Io sulamente (MA Record, MA MA3)
- 1970 - 'Nnammurato 'e Marechiaro/Io sulamente (MA Record, MA MA5)
- 1970 - 'A Madonna d''e rrose/Il sole è nato a Napoli (MA Record, MA MA6)
- 1970 - Stelletella, stelletè/Pentimento (MA Record, MA MA7)
- 1971 - 'O ballo in maschera/Vendetta 'e figlio (MA Record, MA MA10)
- 1971 - Calamita nera/Lettera straniera (MA Record, MA MA11)
- 1971 - L'urdemo segno 'e croce/Traditore (MA Record, MA MA12)
- 1972 - 'O grande attore/Avemmaria pe' tte (Bella Record, Bella Record BR 161)
- 1972 - 'E tre cuntrabbandiere/Pulecenella cu a tuta blu (Bella Record, Bella Record BR 164)
- 1972 - Catarì/Reginella (Bella Record, Bella Record BR 165)
- 1972 - Delitto a Via dei Mille/'Ncatenato (Bella Record, Bella Record BR 166)
- 1972 - Povero guappo/Brinneso (Bella Record, Bella Record BR 167)
- 1973 - Peccato/Nù munno 'e bene (Zeus Record, Zeus BE 403)
- 1973 - Gesù bambino nasce a Napoli 1ª parte/Gesù bambino nasce a Napoli 2ª parte (Zeus Record, Zeus BE 407)
- 1974 - Tradimento all'omertà 1ª parte/Tradimento all'omertà 2ª parte (prosa) (Zeus Record, Zeus BE 411)
- 1974 - Tu parte/Nun c'è bisogno 'e voce (Zeus Record, Zeus BE 412)
- 1974 - Tradimento all'omertà/Pronto soccorso (Zeus Record, Zeus BE 414)
- 1974 - 'Na varca a vela/Vattenne (Zeus Record, Zeus BE 419)

## Filmografia
- ...e Napoli canta!, regia di Armando Grottini (1953)
- Accadde al commissariato, regia di Giorgio Simonelli (1954)
- Operazione San Gennaro, regia di Dino Risi (1966)